# Řád (fytocenologie)
Řád (ordo) je druhá nejvyšší hlavní úroveň (rank) fytocenologických jednotek. Její nejbližší hlavní nadřazenou jednotkou je třída, podřazenou pak svaz. Jméno řádu se tvoří z vědeckého názvu rostlinného druhu (nebo názvu dvou druhů oddělené spojovníkem) a přidává se koncovka -etalia. Příklad: Fagetalia sylvaticae Pawłowski 1928. Za jménem se uvádí autor jména a rok, kdy ho popsal. Nomenklatura syntaxonů včetně jmen řádů se řídí podle Mezinárodního kódu fytocenologické nomeklatury.